# 캄포스 데 스포르트 데 엘 사르디네로
캄포스 데 스포르트 데 엘 사르디네로(Campos de Sport de El Sardinero)은 스페인의 축구 경기장으로 수용인원 22,271명의 이 경기장은 스페인 북부의 산탄데르시에 위치해 있으며 지역 축구 클럽이자 현재 세군다 디비시온 소속팀인 라싱 산탄데르의 홈 경기장이기도 하다.